# Libnotes delicatior
Libnotes delicatior är en tvåvingeart som först beskrevs av Alexander 1940.  Libnotes delicatior ingår i släktet Libnotes och familjen småharkrankar. Inga underarter finns listade i Catalogue of Life.